# 데쿠베르트 갈리마르
《데쿠베르트 갈리마르》(프랑스어: Découvertes Gallimard)는 고대부터 현대까지 인류가 이룩한 방대한 지식과 문화유산을 주제별로 집대성한 포켓판 백과사전 시리즈이다. 국제적인 명성의 출판사 갈리마르에서 기획하고, 세계적인 석학과 전문가들이 박물관, 고문서 보관서, 지구촌 곳곳에서 각종 자료들을 수집하면서 탄생했다.
《데쿠베르트 갈리마르》 시리즈의 첫째 작품인 《À la recherche de l’Égypte oubliée》(한국어판: 《잊혀진 이집트를 찾아서》)은 1986년에 출판되었다 (2007년에는 개정판이 출판되었다).
이 시리즈는 1995년에 한국어판(《시공 디스커버리 총서》)이 출간되었다. 2017년 12월 12일에 시리즈의 최신 작품이 출판되었다(#142 – 《도시 미술: 그라피티에서 거리미술까지》).

## 사진

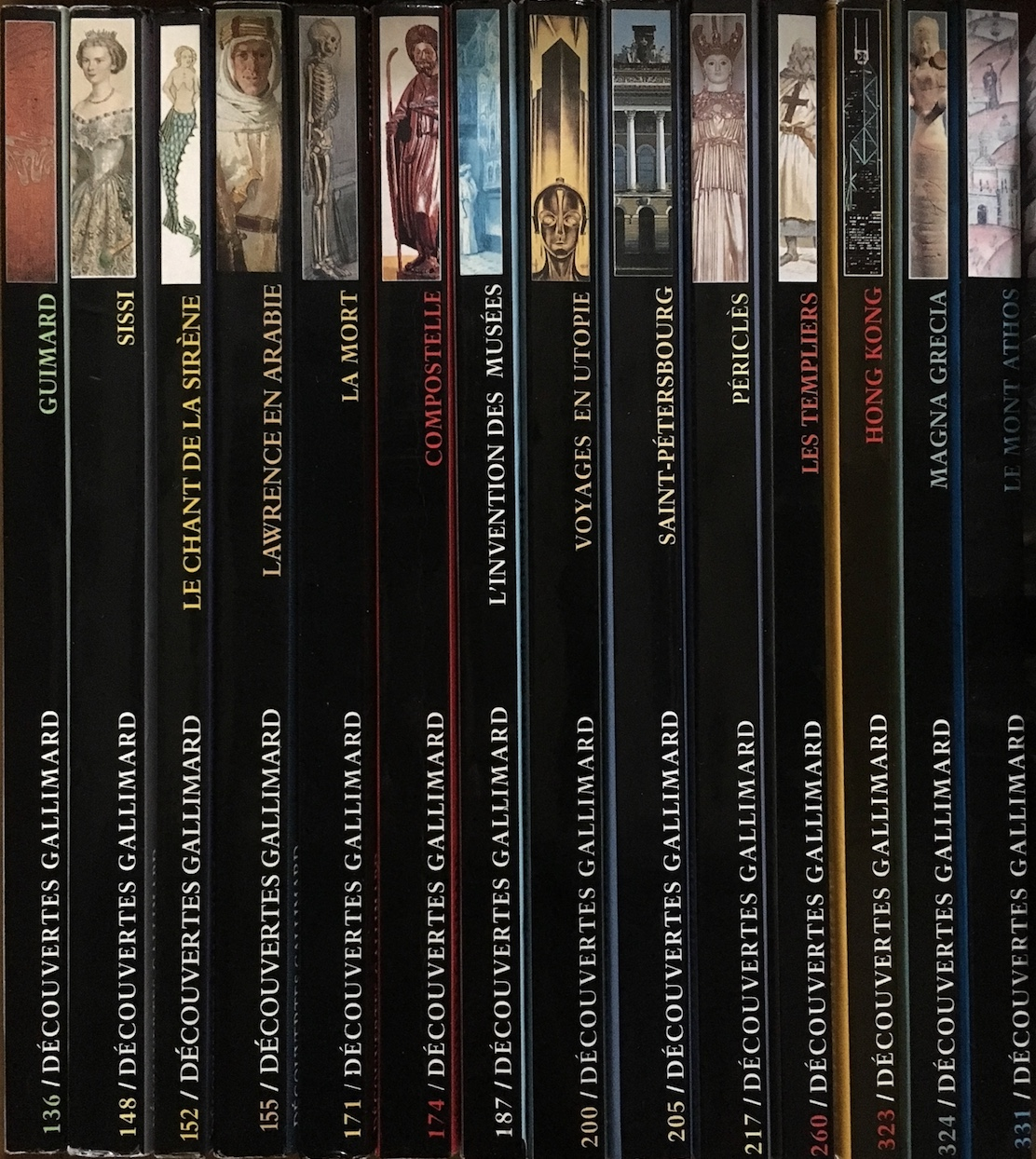
책등
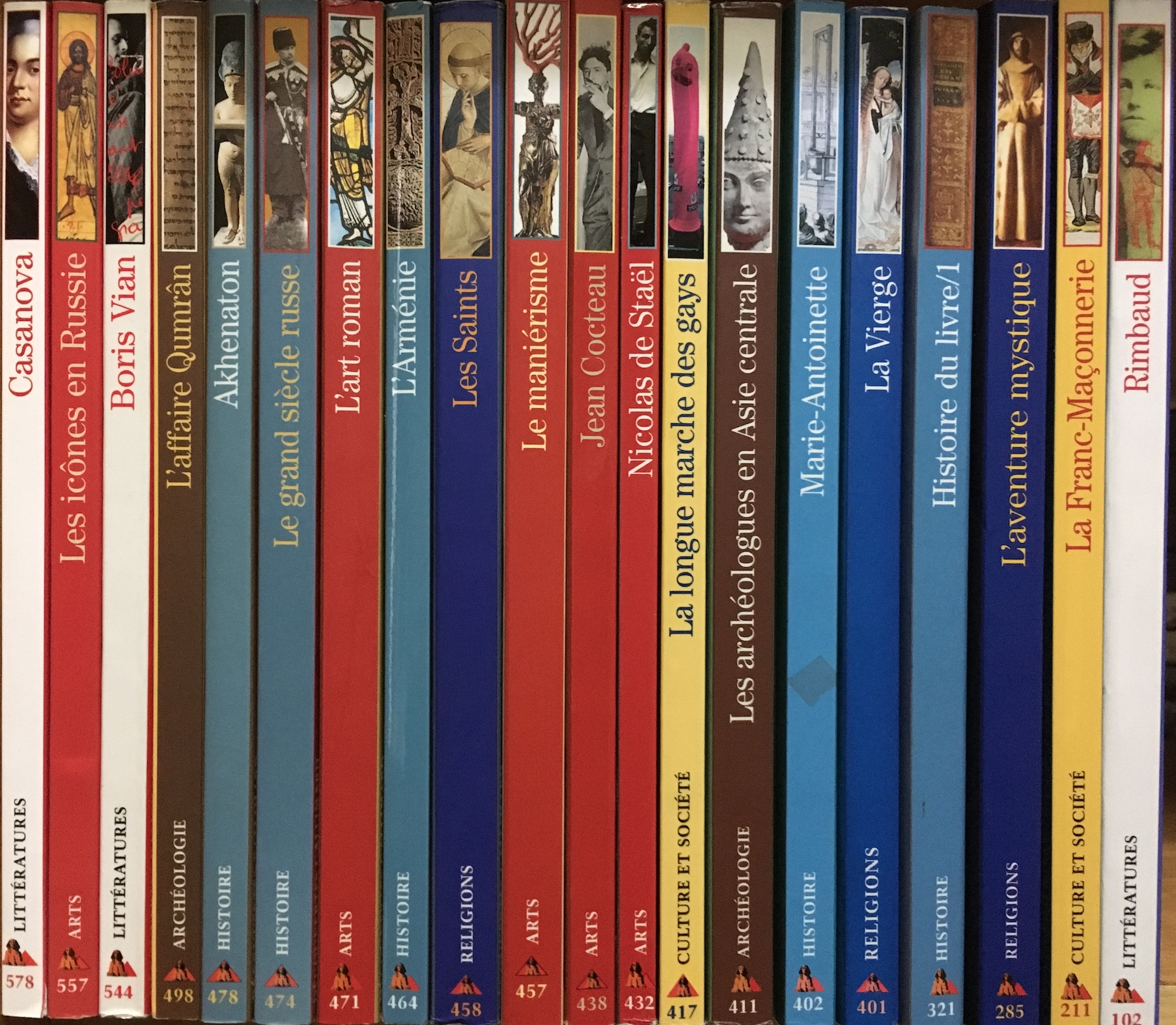
책등
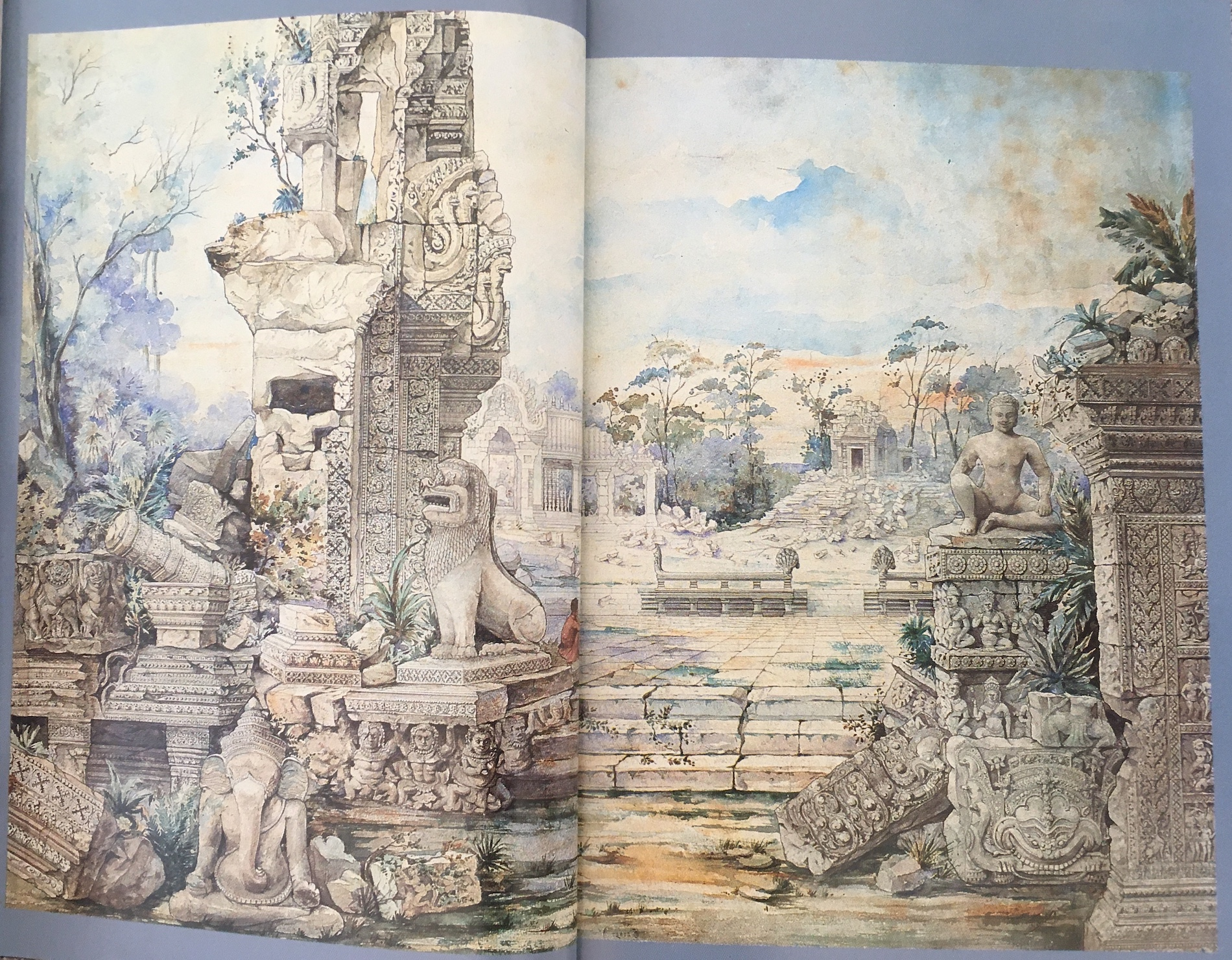
《앙코르: 장엄한 성벽도시》(#46)
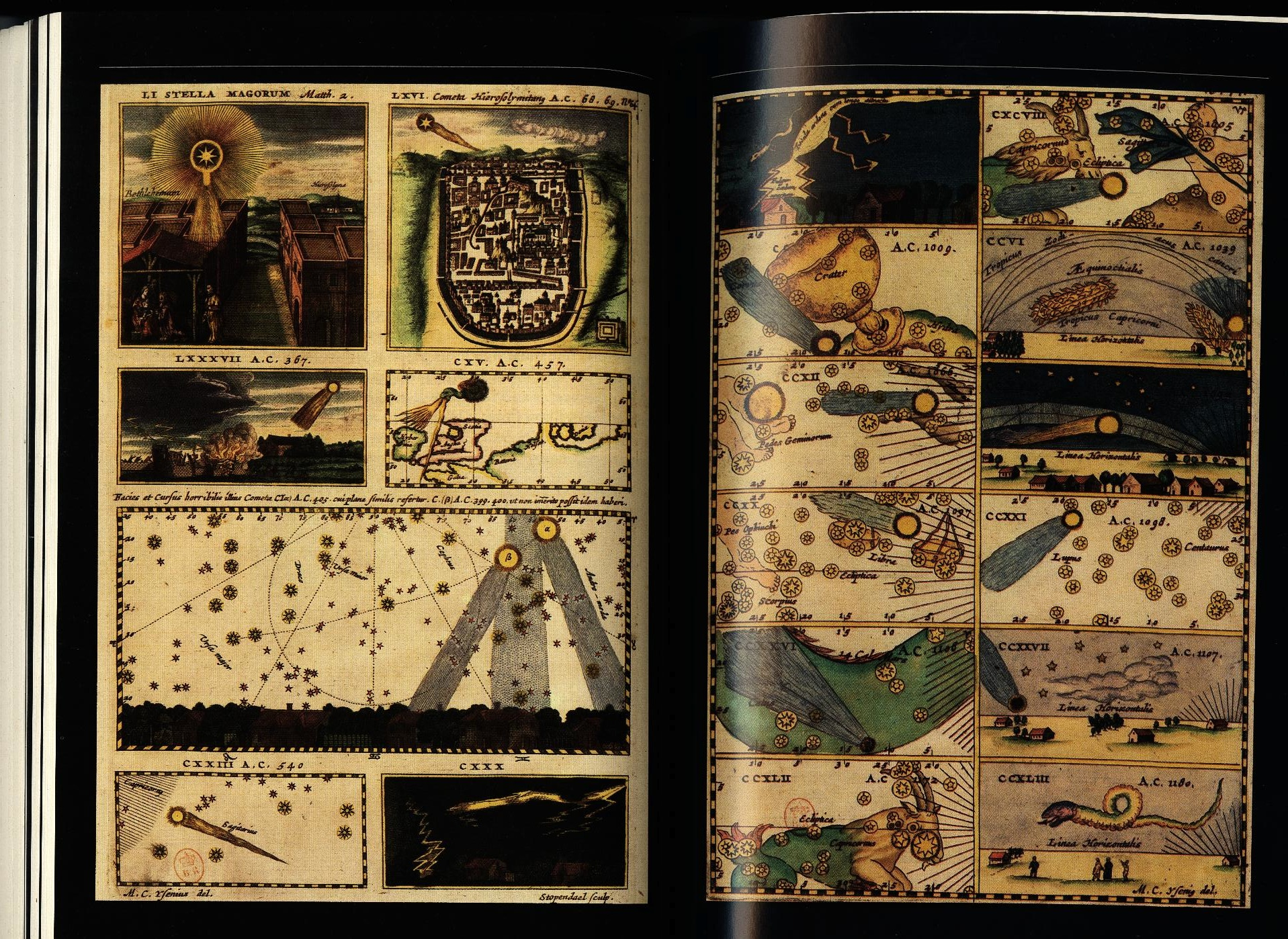
《하늘의 신화와 별자리의 전설》(#56)
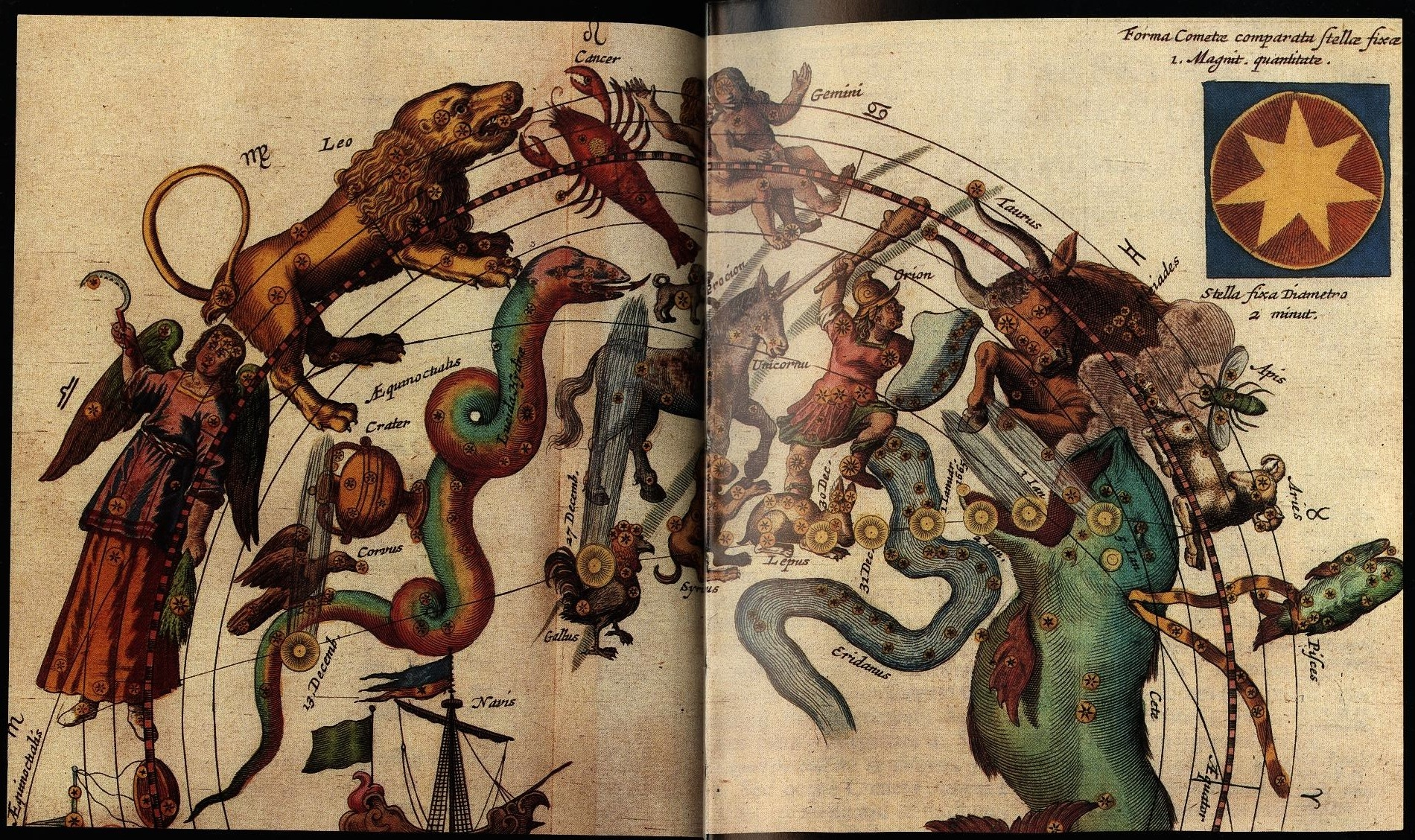
《하늘의 신화와 별자리의 전설》(#56)
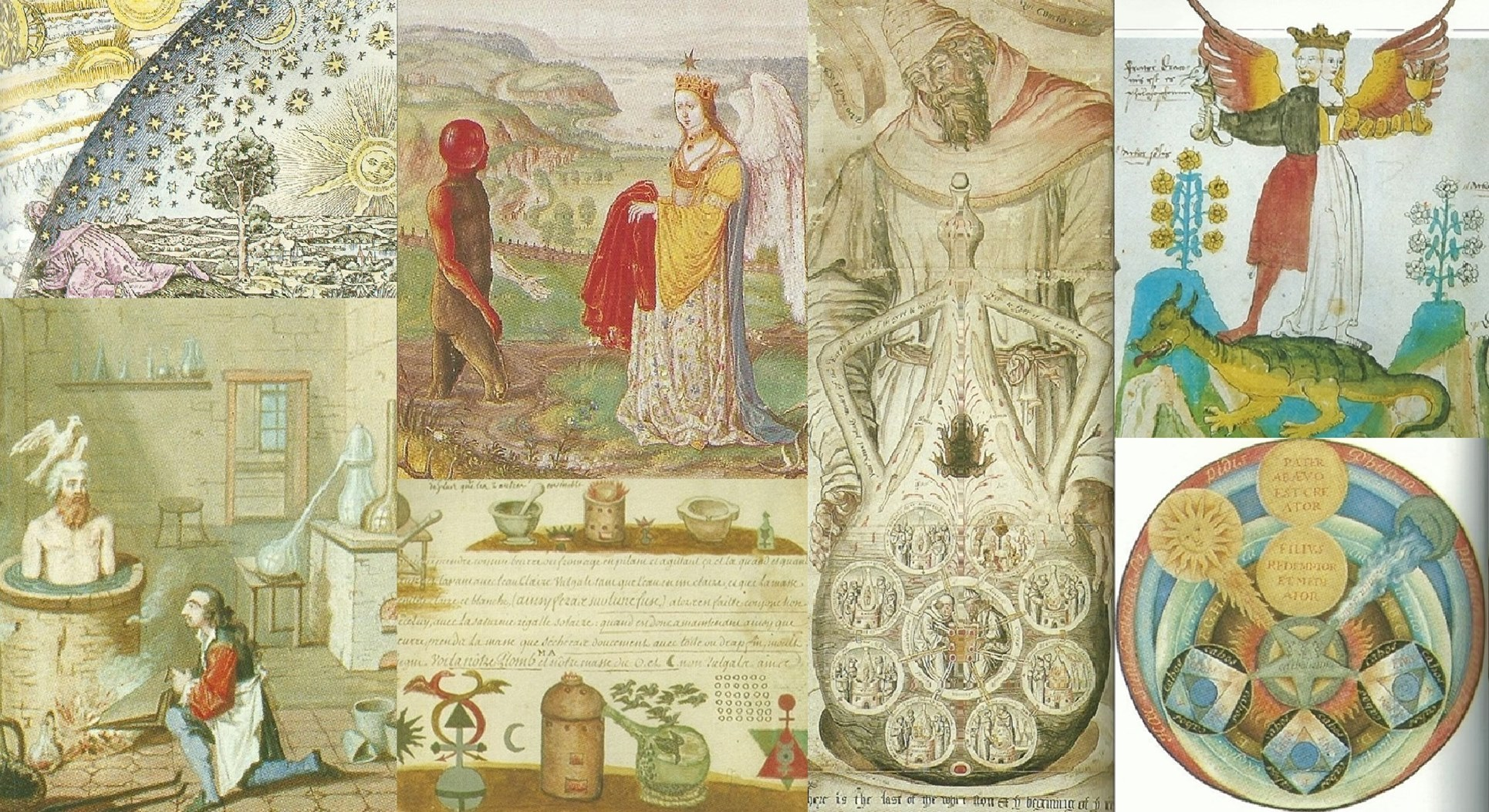
《연금술: 현자의 돌》(#77)
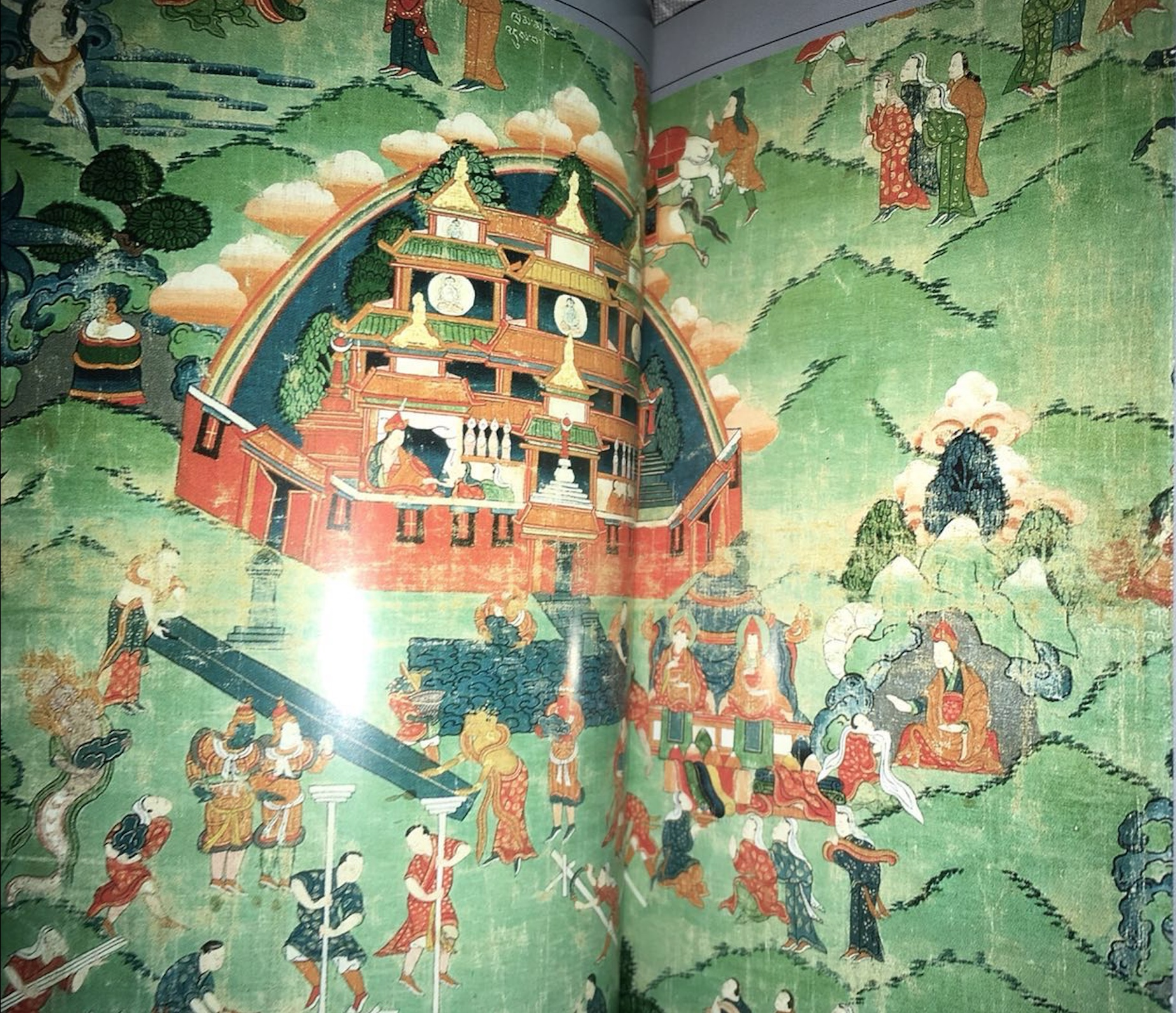
《티베트: 상처 입은 문명》(#133)
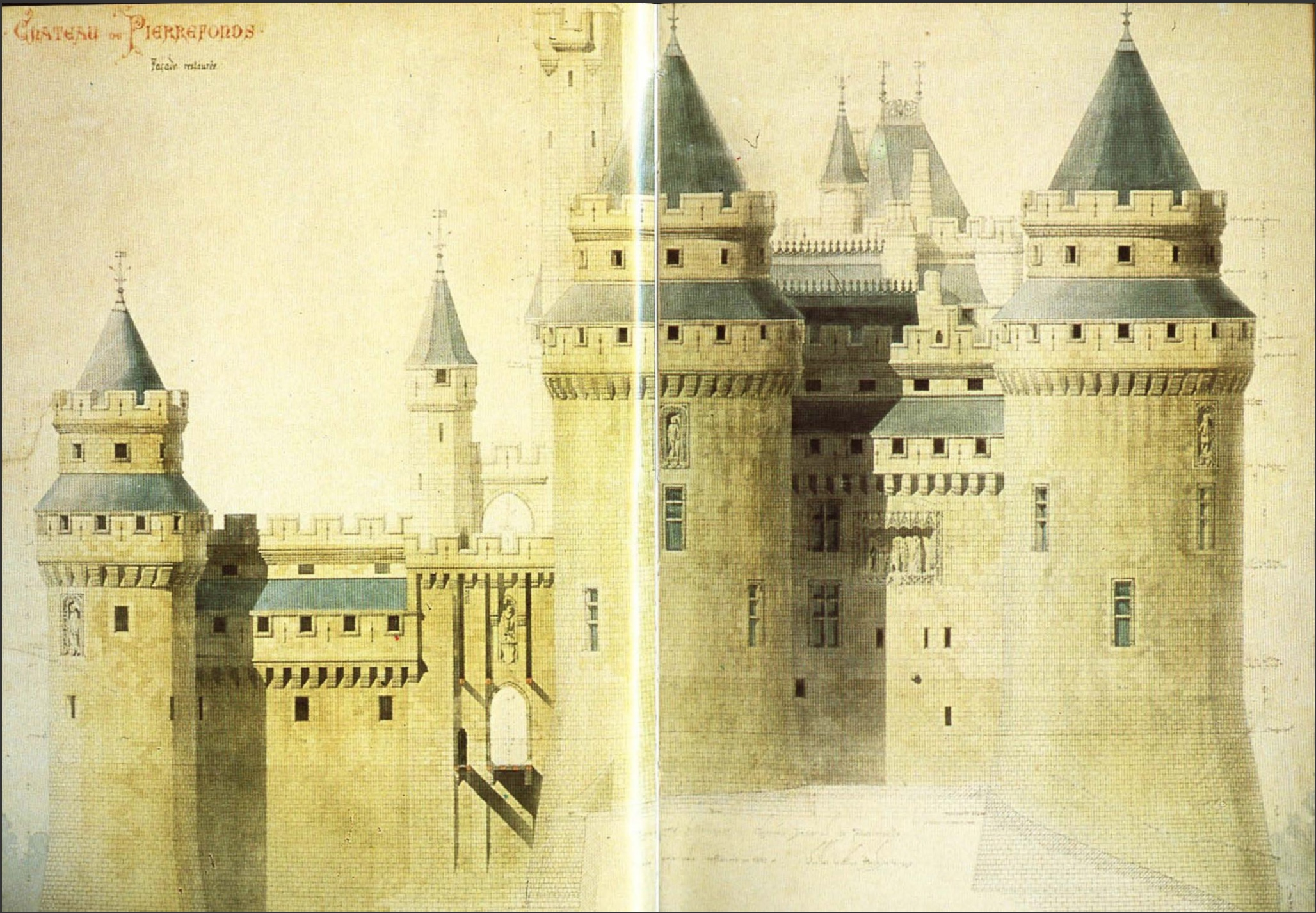
《성채: 전쟁에서 평화까지》(#140)
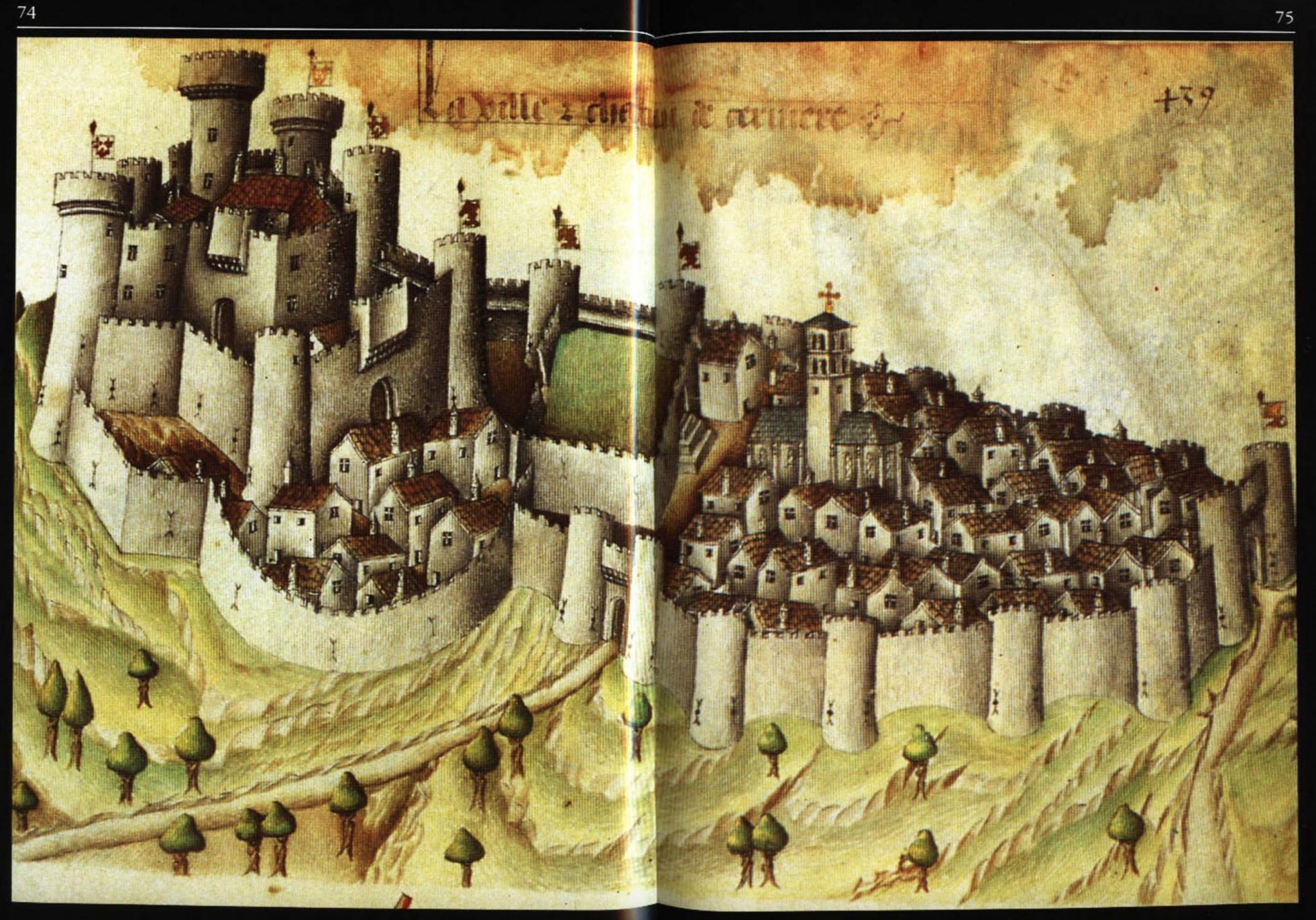
《성채: 전쟁에서 평화까지》(#140)